# Ernest Marneffe

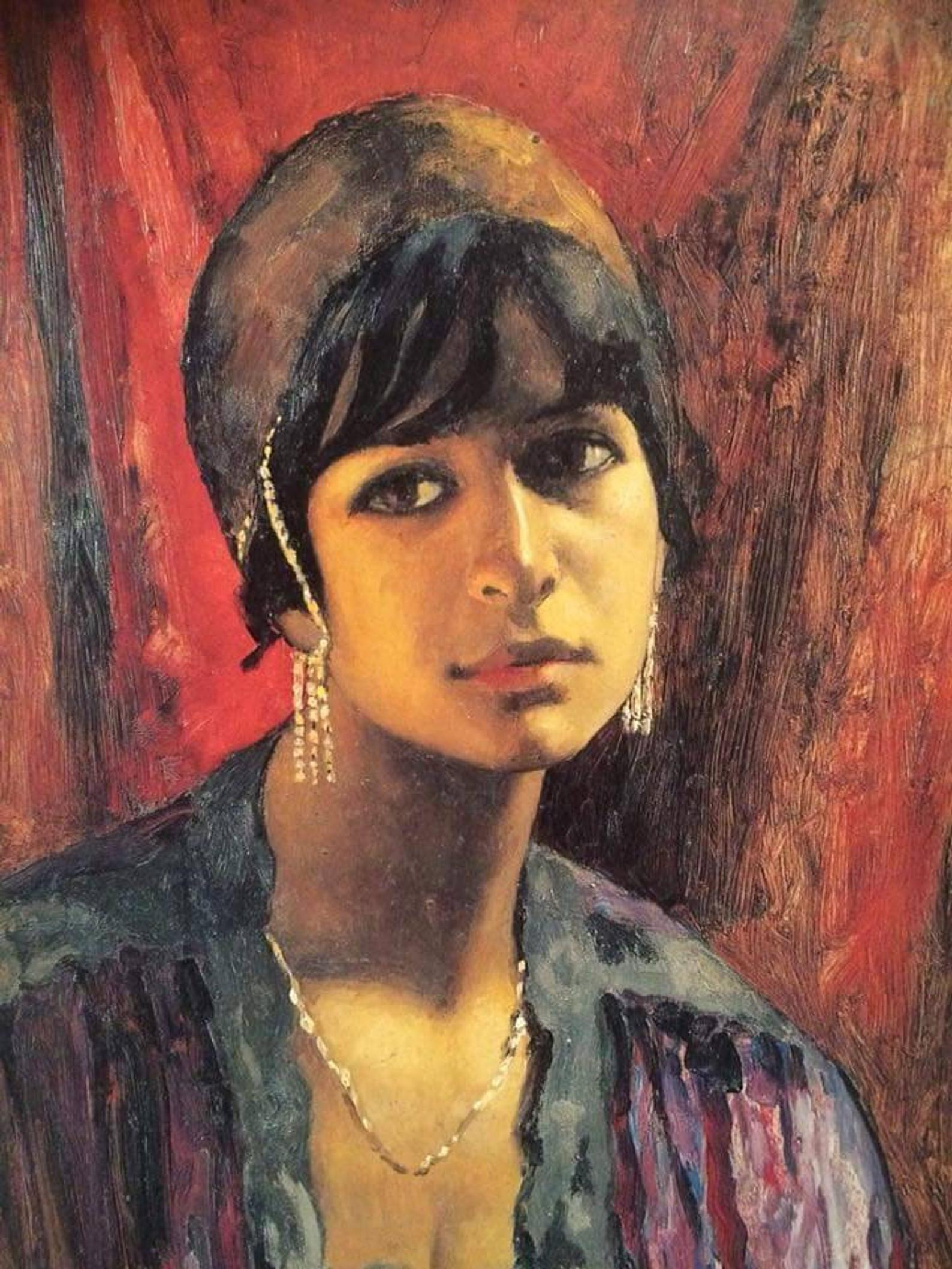
Frauenporträt

Ernest François Adelin Marneffe (* 15. April 1866 in Lüttich; † 16. September 1920 ebenda) war ein belgischer Maler und Radierer von Frauenbildnissen.
Marneffe studierte Malerei in Lüttich an der Académie royale des beaux-arts de Liège bei Adrien De Witte.
Nach dem Studium wurde er in Lüttich als Maler der Frauenbildnisse tätig. Er teilte ein Atelier mit seinem Studienkollegen François Maréchal.
Er verbrachte einige Jahre in Paris, wo er Félicien Rops und Pierre Puvis de Chavannes traf, die ihn beeinflussten.
Danach wurde er zum Professor für Malerei an der Akademie der bildenden Künste in Lüttich berufen. Der vorzeitig verstorbene Künstler war seiner Zeit mit seinem Stil voraus. Seine Genrebilder, Akte und Frauenporträts gehörten zur Welt der 1930er Jahre. Seine Bilder zeichneten sich durch eine Sinnlichkeit aus, was ihm den Ruf eines skandalösen Malers brachte.